# HD 11613
HD 11613，又名BD+39 434，SAO 37607、HR 551，是一颗恒星，视星等为6.24，位于銀經135.72，銀緯-20.59，其B1900.0坐标为赤經1h 48m 52.5s，赤緯+40° -20.59′ 44″。